# Jon Halliday
Ne doit pas être confondu avec Johnny Hallyday.
Pour les articles homonymes, voir Jon et Hallyday.
Jon Halliday (né en juin 1939 à Dublin en Irlande) est un historien britannique, spécialiste de l'histoire de la Russie et de la république populaire de Chine.
Parallèlement à ses travaux d'historien, il publie en 1971 le premier ouvrage de référence sur le réalisateur Douglas Sirk, Sirk on Sirk, dans la célèbre collection Directors on Directors du British Film Institute (Secker & Warburg). Une version augmentée paraît en 1997 au Royaume-Uni (éditée par Faber & Faber) et en France, sous le titre Conversations avec Douglas Sirk (éditions des Cahiers du Cinéma) dix ans après la mort du cinéaste.